# Гальєгос-дель-Ріо
Гальєгос-дель-Ріо (ісп. Gallegos del Río) — муніципалітет в Іспанії, у складі автономної спільноти Кастилія-і-Леон, у провінції Самора. Населення — 647 осіб (2010).
Муніципалітет розташований на відстані близько 250 км на північний захід від Мадрида, 43 км на північний захід від Самори.
На території муніципалітету розташовані такі населені пункти: (дані про населення за 2010 рік)
- Домес: 208 осіб
- Флорес: 50 осіб
- Гальєгос-дель-Ріо: 101 особа
- Лобер: 54 особи
- Пуеркас: 84 особи
- Толілья: 21 особа
- Валер: 129 осіб

## Демографія
Динаміка населення (INE ):

## Галерея зображень

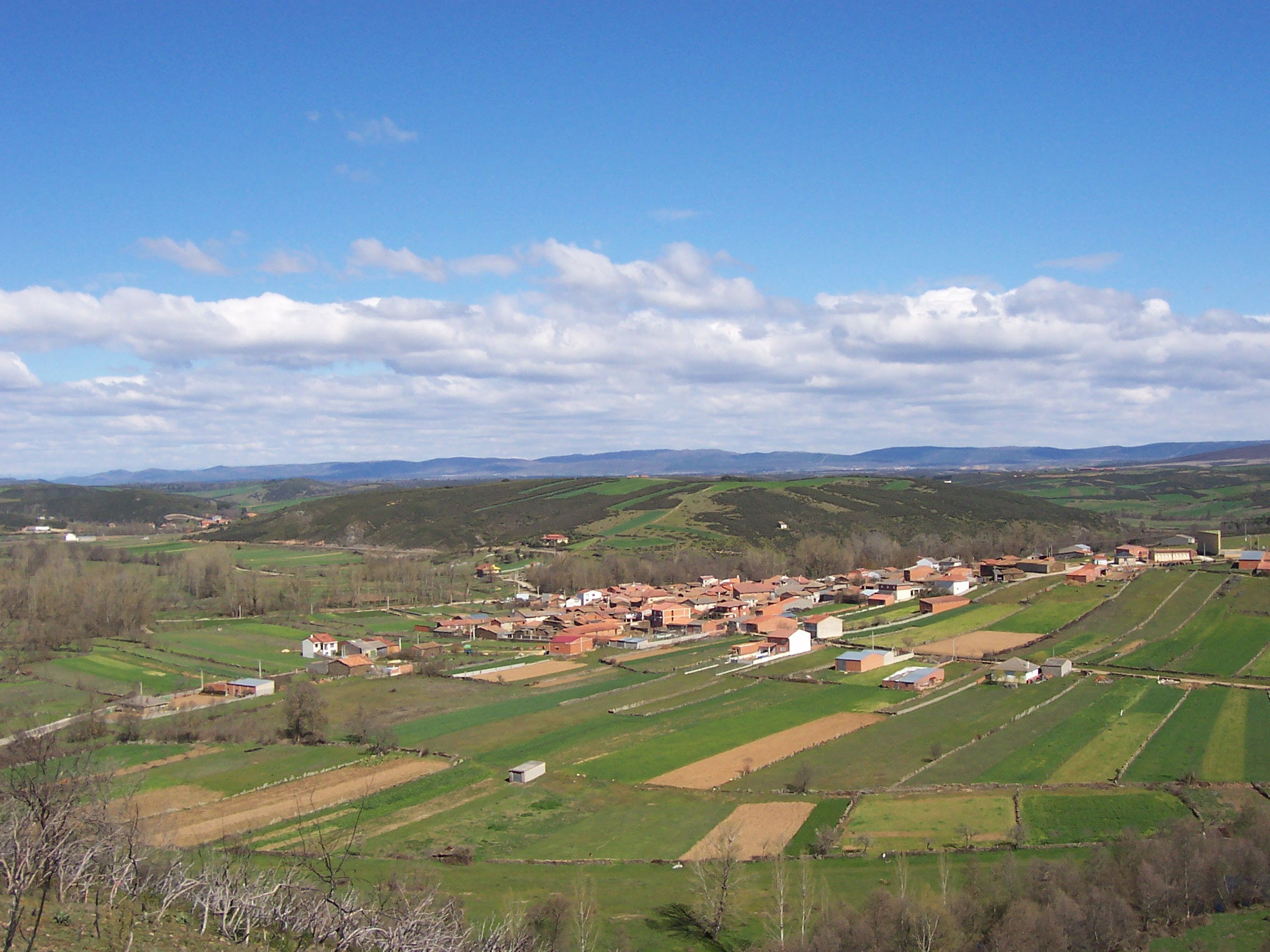
Гальєгос-дель-Ріо, панорама